# Altenbach (Bennewitz)
Altenbach ist ein Ortsteil von Bennewitz im Freistaat Sachsen.

## Geschichte und Gegenwart

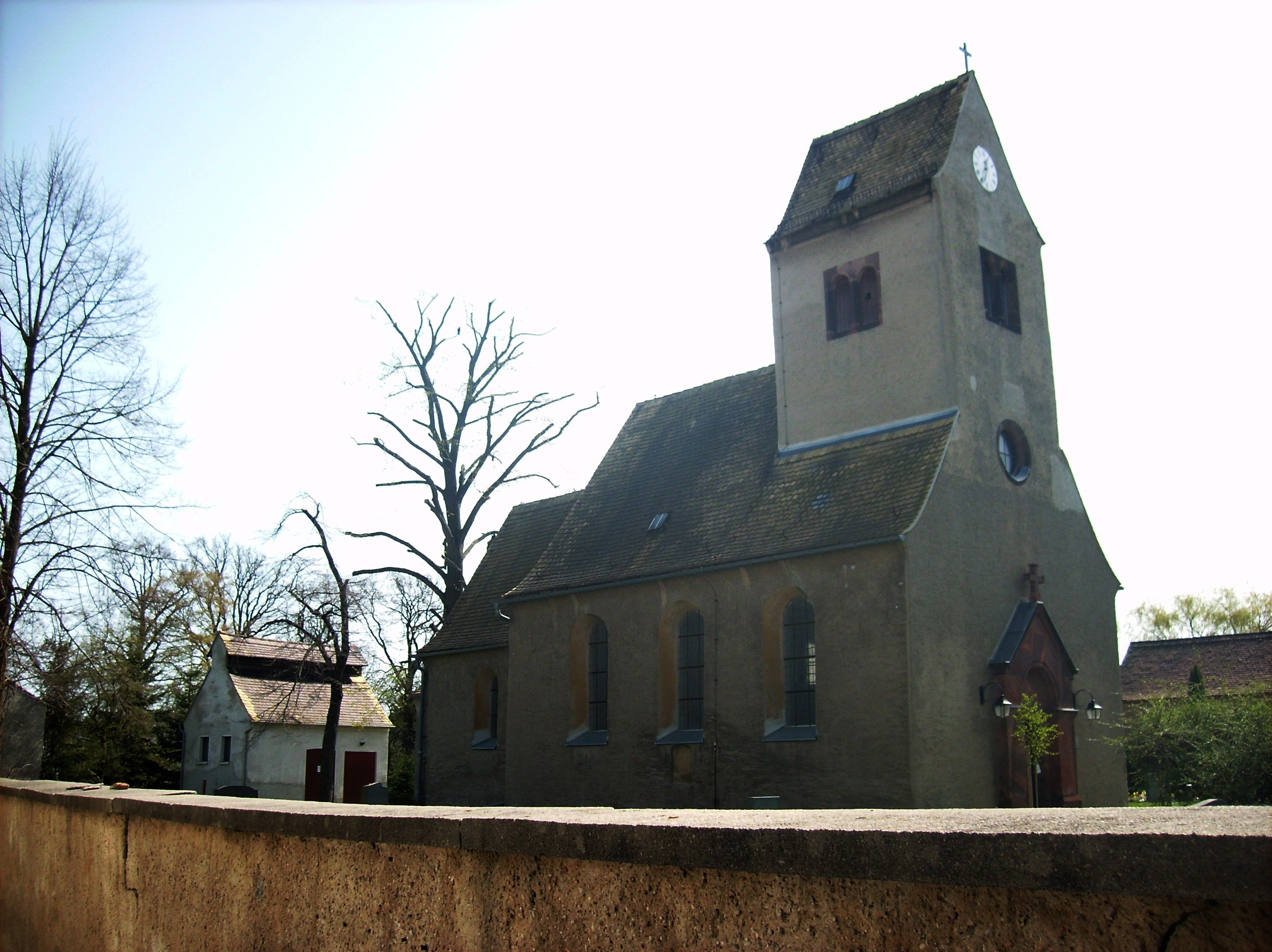
Kirche

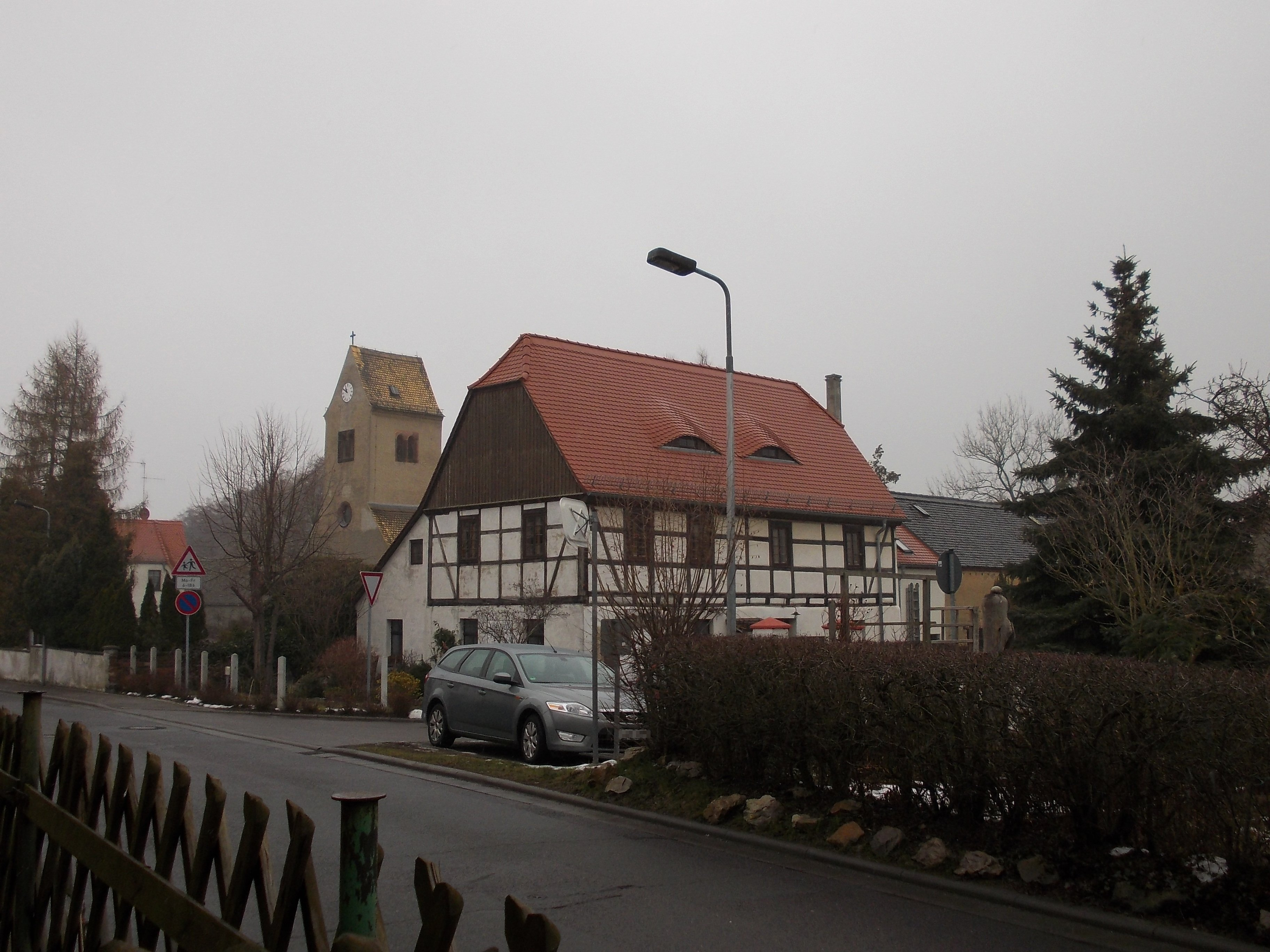
Fachwerkhaus und Kirche

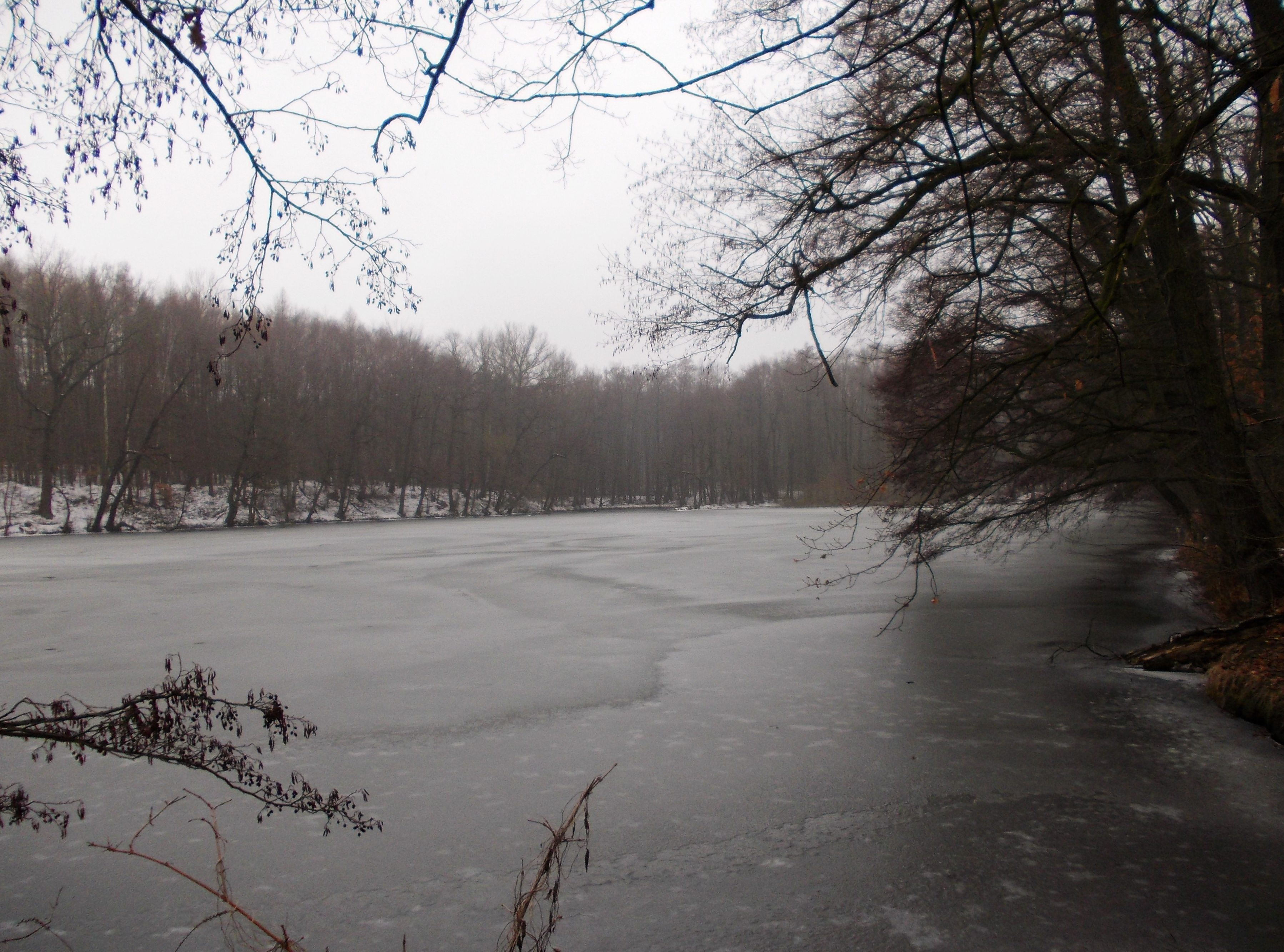
Schachtloch

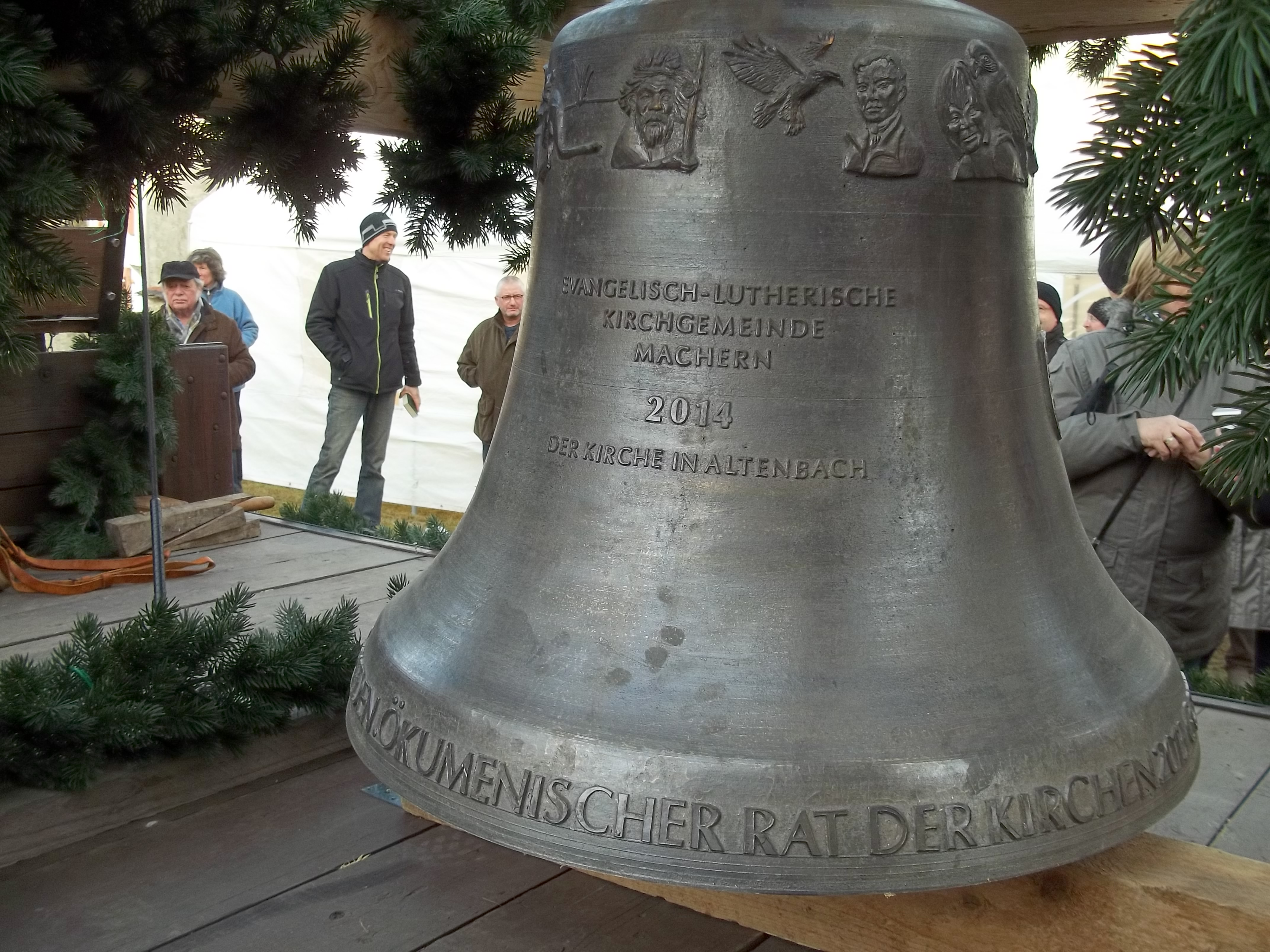
Glockenweihe am 1. März 2015: Die neue Glocke für die Kirche in Altenbach, gestaltet von Maria Ondrej

Die Ersterwähnung war 1421 als Altinbach mit 14 Einwohnern. Die Geschichte Altenbachs ist eng mit der von Leulitz verbunden, weil es fast immer Filialdorf von Leulitz war. 1529 gehörte Altenbach zum Amt Grimma. 1540 wurde der Ort vom Gutsherr von der Planitz an den Grafen von Schönfeld verkauft. Laut Landessteuerregister ist Altenbach im Jahre 1661 gänzlich abgebrannt.
Im romanischen Stil wurde die Dorfkirche etwa 1200 bis 1250 gebaut. Vor der Kirche steht eine Figur aus Stein, die Trauernde Frau. Neben dem Kirchengelände in der Hauptstraße befindet sich die alte Schule (erbaut 1866), die bis 1957 in Betrieb war. Sie befindet sich in einem sehr guten Zustand und wird heute als Wohnhaus genutzt. Das Haus ist denkmalgeschützt.
Beim Bau der Eisenbahnstrecke Leipzig – Dresden wurde bei Altenbach ein großes Tonvorkommen und Braunkohle entdeckt. Die Brüder Gustav und Carl Harkort gründeten 1845 eine Tonwarenfabrik am Schwarzen Weg. 1847 verkauften sie diese an Eugen Hülsmann, einen Neffen von Carl Harkort. Dadurch siedelten sich in Altenbach mehr Menschen an als in vergangener Zeit. Altenbach wurde ein Arbeiterdorf. Seine Einwohner bestanden zum großen Teil aus Arbeitern der bereits genannten Tonwarenfabrik, der Lübschützer Tonwerke und der Arnimschen Ton- und Ziegelwerke, Töpferei und Ofenfabrik sowie Braunkohlenwerk. Außerdem gab es Landwirte, die sich auf 14 kleine Bauerngüter verteilten.
Von da an ging es in Altenbach bergauf, was auch die Einwohnerzahlen belegen. Waren es 1834 noch 146, so waren es 1871 bereits 318. Heute leben in Altenbach 938 Menschen. 1849 wurde in der Hauptstraße ein Gasthof erbaut, welcher aufgrund seines schlechten baulichen Zustandes 2010 abgerissen wurde. Der Haltepunkt „Altenbach“ der Bahnstrecke Leipzig-Dresden wurde 1913 in Betrieb genommen.
Im November 1940 gründeten 18 Männer die Freiwillige Feuerwehr Altenbach. Im Jahr 2005 wurde ein neues Feuerwehrhaus eingeweiht.
Am 1. September 1950 wurde die bis dahin eigenständige Gemeinde Leulitz eingemeindet. 1994 hatte Altenbach den Status einer selbstständigen Gemeinde aufgegeben und gehört heute zur Nachbargemeinde Bennewitz.
Am 1. März 2015 wurde eine neue Glocke geweiht, die in der Kirche den seit dem Zweiten Weltkrieg aufgrund der angeordneten Glockenabgabe für Kriegszwecke verwaisten Platz im Glockenstuhl neben der verbliebenen Glocke einnimmt. Die neue Glocke trägt zahlreiche symbolische Verzierungen und den Spruch „Gott des Lebens, weise uns den Weg zu Gerechtigkeit und Frieden“ – gestaltet hat sie die Künstlerin Maria Ondrej. Am 2. Mai 2015 wurde die Glocke erstmals an ihrer Heimstatt im Glockenturm geläutet.
Am 23. Juni 2023 wurde die neue kleine Glocke für die Kirche Altenbach in der Bronzebildgießerei Noack in Leipzig von Gießer Friedemann Szymanowski gegossen, die die Glocke von 1934, die stillgelegt wurde, ersetzt. Am 10. September 2023 wurde sie zum Tag des offenen Denkmals begrüßt und öffentlich vorgestellt, am 12. September in den Turm eingehoben. Erstmals läutete die von der Künstlerin Maria Ondrej aus Machern gestaltete Glocke am 17. September 2023.

## Entwicklung der Einwohnerzahl
| Jahr | Einwohnerzahl                         |
| ---- | ------------------------------------- |
| 1551 | 15 besessene Mann, 5 Inwohner         |
| 1764 | 23 besessene Mann, 4 Häusler, 6 Hufen |
| 1834 | 146                                   |
| 1871 | 318                                   |

| Jahr | Einwohnerzahl |
| ---- | ------------- |
| 1890 | 376           |
| 1910 | 427           |
| 1925 | 477           |
| 1939 | 612           |

| Jahr   | Einwohnerzahl |
| ------ | ------------- |
| 1946   | 731           |
| 1950 1 | 1226          |
| 1964 1 | 1009          |
| 1990 1 | 788           |

## Sehenswürdigkeiten und Tourismus
Weitere Sehenswürdigkeiten sind das Fachwerkhaus in der Hauptstraße 37, die alte Schmiede in der Hauptstraße, sowie das Kriegerdenkmal am Schachtloch.
Der Kultur- und Heimatverein „Rund um den Eichberg“ e.V. organisiert seit 2001 eine Vielzahl an Kulturveranstaltungen.
Mit Konzerten und Lesungen nimmt Altenbach seit 2007 jährlich an der „Nacht der offenen Dorfkirchen“ teil.
Zu Altenbach gehören die Wochenendsiedlungen Schwarzer Weg, Waldsiedlung und Sophienspitze. Die Waldfläche umfasst Lärchenholz, Mittelholz, Schulholz und Vorderer Planitzwald. Große Teile von Altenbach liegen im Landschaftsschutz- und Erholungsgebiet. Auf der Altenbacher Flur befinden sich zahlreiche Wasserflächen, die durch den Abbau von Ton und Braunkohle entstanden. Diese werden heute als Fisch- oder Badeteiche genutzt. Die höchste Erhebung von Altenbach ist der Eichberg mit 138,6 m über NN.
Von Altenbach aus gibt es viele Wander- und Radwege. Ein Reiterhof mit Pension befindet sich im Ort unmittelbar am Haltepunkt der S-Bahn.

## Persönlichkeiten
Altenbach ist Geburtsort des DEFA-Spielfilmregisseurs und Drehbuchautors Gottfried Kolditz (1922–1982). Auch der Skispringer Martin Hamann (* 1997) wurde in Altenbach geboren.